# L'angelo custode (film 1957)
L'angelo custode è un film del 1957 diretto da Giuliano Tomei.